# Tifus epidèmic
El tifus epidèmic o tifus exantemàtic és una forma de tifus, anomenada així perquè la malaltia sovint causa epidèmies després de guerres i desastres naturals. L'agent causal és la bacteri Rickettsia prowazecki, transmès pels polls del cos humà (Pediculus humanus corporis).

## Etiopatogènia
La malaltia és transmesa pels polls humans (Pediculus humanus). Els polls infectats, a través de la picada d'un malalt migren fins a un nou hoste per contacte directe. Els microorganismes s'eliminen per la femta del poll durant la picada i s'inoculen a la pell amb el rascament. Els bacteris arriben a la sang, són captats per les cèl·lules endotelials on es multipliquen, causant vasculitis i trombosi. Una dada important, és que quan apareix la febre en l'individu i s'incrementa la temperatura corporal, els polls se'n van, i infecten a més individus.
El bacteri causant de la malaltia és del gènere Rickettsia, de l'espècie Rickettsia prowazecki.

## Quadre clínic
La Rickettsia provoca la vasculitis pròpia d'aquest gènere. Al pertànyer al grup de les febres tífiques afecta l'endoteli i la capa íntima dels vasos sanguinis. A banda d'aquesta vasculitis hi haurà un endotoxemia.
El quadre clínic debuta de forma brusca després d'un període d'incubació d'entre una i dues setmanes després de la inoculació dels bacteris. A el principi és un quadre pseudogripal amb cefalea, febre elevada, calfreds, artràlgies i miàlgies, prostració...
Als dos o tres dies de debutar apareix estupor i deliris en el malalt. Realment té un aspecte greu.
Entre els 4-7 dies després de l'aparició brusca del quadre, sorgeix un exantema centrífug que respecta els palmells de les mans i les plantes dels peus, dada característic.
Es creu que per factors genètics hi ha diferències en l'evolució de la malaltia. En alguns amb certa propensió l'evolució és benigna i curen en 15 dies. En d'altres, pot haver complicacions molt greus viscerals a nivell hepàtic, renal, de l'SNC... Normalment, els pacients estan convalescents fins a 3 mesos.
En alguns malalts queden rickèttsies latents, i després de mesos o anys d'haver patit la primoinfecció apareix un quadre similar al del tifus exantemàtic epidèmic. Aquesta entitat, que és una recidiva, es diu Malaltia de Brill-Zinsser .

## Diagnòstic diferencial
El tifus exantemàtic epidèmic es pot confondre amb el tifus murí o tifus endèmic per la simptomatologia, en canvi els vectors de transmissió en el murí o endèmic són les puces en lloc dels polls.

## Tractament
Les tetraciclines o cloramfenicol per via oral en una dosi inicial alta de 2 o 3 grams, seguida per dosis diàries d'1 o 2 grams per dia en quatre preses al dia, sempre fins a un dia després de l'acabament de la febre són útils. També és curativa una sola dosi de 5 mil·ligrams d' doxiclina per kg de pes. En cas de malaltia molt greu amb sospita de tifus, cal començar el tractament sense esperar confirmació de laboratori.
Normalment s'aïllen els malalts durant almenys 15 dies per evitar el contagi, ja que el tifus és molt contagiós. A més les robes i llençols es renten constantment per acabar amb els possibles polls transmissors.

## Prevenció
El tifus exantemàtic epidèmic és una malaltia associada a pobresa, amuntegament i desastres naturals. La mala higiene porta amb si els polls, de manera que la principal mesura és tenir cura de la higiene en aquestes àrees. Cal banys adequats, rentat freqüent de la roba i bon tractament de les aigües residuals.
Una altra mesura pot ser aplicar pols insecticida residual i eficaç a intervals adequats, en manualment o per mitjà d'un polvoritzador mecànic, a la roba ia les persones de grups de població que viuen en condicions que faciliten la infestació per polls. Cal que l'insecticida sigui eficaç per a combatre els polls locals.

## En la cultura popular
Va rebre el nom de malaltia del poll verd durant els anys de postguerra a Espanya. Aquest nom no fa referència a una subespècie particular de poll humà, ja que les dues subespècies Pediculus humanus capitis (poll del cap) i Pediculus humanus humanus (poll del cos o de les robes, responsable de la transmissió del tifus) són virtualment indistingibles entre si, i cap de les dues presenta coloracions verdes. Una teoria per al nom, segons un cronista de l'època; indica que en aquells anys estava molt de moda una cançó de Rafael de León, ulls verds; a la qual l'Església catòlica qualificava com a molt dolenta. Aquesta pobra valoració era comprensible per a l'època de repressió de l' règim franquista, ja que la lletra de la cançó explica la història d'una prostituta enamorada dels ulls verds d'un client, a què finalment no li cobra. L'aparell de censura la va perseguir tractant de prohibir-la, però a causa de la gran difusió va resultar impossible. Gairebé pel mateix temps comença l'epidèmia de tifus i la persecució dels polls de part de l'aparell de propaganda estatal; el que hauria provocat un sincretisme lingüístic barrejant ambdós conceptes polls i ulls verds.